# Frédéric Benrath
 (octobre 2024).
Si vous disposez d'ouvrages ou d'articles de référence ou si vous connaissez des sites web de qualité traitant du thème abordé ici, merci de compléter l'article en donnant les références utiles à sa vérifiabilité et en les liant à la section « Notes et références ».
 (octobre 2024).
 (octobre 2024).
La mise en forme du texte ne suit pas les recommandations de Wikipédia : il faut le « wikifier ».
Les points d'amélioration suivants sont les cas les plus fréquents. Le détail des points à revoir est peut-être précisé sur la page de discussion.
- Les titres sont pré-formatés par le logiciel. Ils ne sont ni en capitales, ni en gras.
- Le texte ne doit pas être écrit en capitales (les noms de famille non plus), ni en gras, ni en italique, ni en « petit »…
- Le gras n'est utilisé que pour surligner le titre de l'article dans l'introduction, une seule fois.
- L'italique est rarement utilisé : mots en langue étrangère, titres d'œuvres, noms de bateaux, etc.
- Les citations ne sont pas en italique mais en corps de texte normal. Elles sont entourées par des guillemets français : « et ».
- Les listes à puces sont à éviter, des paragraphes rédigés étant largement préférés. Les tableaux sont à réserver à la présentation de données structurées (résultats, etc.).
- Les appels de note de bas de page (petits chiffres en exposant, introduits par l'outil «  Source ») sont à placer entre la fin de phrase et le point final[comme ça].
- Les liens internes (vers d'autres articles de Wikipédia) sont à choisir avec parcimonie. Créez des liens vers des articles approfondissant le sujet. Les termes génériques sans rapport avec le sujet sont à éviter, ainsi que les répétitions de liens vers un même terme.
- Les liens externes sont à placer uniquement dans une section « Liens externes », à la fin de l'article. Ces liens sont à choisir avec parcimonie suivant les règles définies. Si un lien sert de source à l'article, son insertion dans le texte est à faire par les notes de bas de page.
- La présentation des références doit suivre les conventions bibliographiques. Il est recommandé d'utiliser les modèles {{Ouvrage}}, {{Chapitre}}, {{Article}}, {{Lien web}} et/ou {{Bibliographie}}. Le mode d'édition visuel peut mettre en forme automatiquement les références.
- Insérer une infobox (cadre d'informations à droite) n'est pas obligatoire pour parachever la mise en page.

Pour une aide détaillée, merci de consulter Aide:Wikification.
Si vous pensez que ces points ont été résolus, vous pouvez retirer ce bandeau et améliorer la mise en forme d'un autre article.

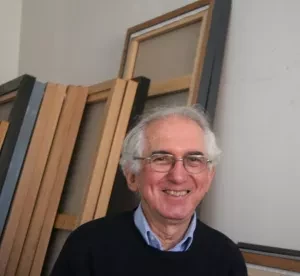
Frédéric Benrath dans son atelier.

Frédéric Benrath, aussi connu sous le pseudonyme de Philippe Gérard, né le 11 septembre 1930 à Chatou et mort le 17 avril 2007 à Paris, est un peintre français.
Lors de sa carrière, il a oscillé entre plusieurs styles, allant de l’abstraction lyrique jusqu’à l’expressionnisme abstrait de la deuxième moitié du vingtième siècle. Puisant ses sources dans le romantisme allemand, ses premières œuvres sont très vivantes et rappellent un peu l’époque baroque grâce à ses coups de pinceau, jusqu’au oeuvres de la fin de sa vie, qui sont beaucoup plus dénudées et quasi monochromes.

## Biographie

### Les apprentissages
Bon dessinateur, il entre aux Beaux-Arts de Toulon en 1947 où il obtient le grand prix décerné par la ville de Toulon. En 1949, à Paris  il suit des cours à l’Ecole des Beaux-Arts. Déçu par cet enseignement, il poursuivra seul sa quête à travers de nombreuses lectures, des expositions et visites dans les musées et les galeries. Il découvre ainsi la richesse et la diversité des tendances picturales du Paris de l’après-guerre.
En 1953, un voyage en Allemagne le conduit au château de Benrath dont il prend le nom comme pseudonyme. Admirateur du romantisme allemand il se fait désormais prénommer Frédéric, hommage à deux figures de la culture de ce pays dont les œuvres lui sont proches: le philosophe Friedrich Nietzsche et le peintre Caspar David Friedrich .

### Les premières rencontres et les premières expositions
En 1953 il rencontre Julien Alvard, critique à la revue Art d’aujourd’hui, dont il restera très proche jusqu’à la mort de celui-ci en 1972. 
En 1954 il rencontre Henri Michaux, puis la galeriste Suzanne de Coninck qui, la même année, lui organise sa première exposition personnelle dans sa galerie de Beaune. En plus d’un ensemble de peintures il y présente son long poème Le Limon édité avec 10 de ses sérigraphies. Ceci souligne l’importance de la littérature pour cet artiste dont la création fut toujours inspirée de ses découvertes en philosophie ou en poésie. Cette même année il fait connaissance de René Déroudille, critique lyonnais qui le soutiendra, et participe à plusieurs expositions collectives. En 1956 il rencontre René Char et fait connaissance du philosophe Stéphane Lupasco dont les théories sur Le Principe d’antagonisme le touchent profondément.
En 1962 le critique d’art Gérald Gassiot-Talabot lui consacrera une étude dans la revue Cimaise.

### La maturité
En 1966 à Lyon son exposition personnelle à la galerie Le Lutrin de Paul Gauzit annonce le début d’une longue collaboration et d’une implantation durable dans cette ville. Il participe à diverses expositions collectives en France et à l’étranger. La critique d’art Geneviève Bonnefoi, avec laquelle commence une longue amitié, l’invite en 1967 à participer à l’exposition Espaces lyriques à Rouen avec Claude Georges, Simon Hantaï et Sonderborg. Cette même année une nouvelle exposition personnelle à la galerie Flinker intitulée L’Exploration de l’air est un succès. Il y rencontre Pierre Soulages et Jean Degottex. 
De 1969 à 1995 il enseignera à l'Ecole Nationale Supérieure d'Architecture de Versailles,  jusqu’à sa retraite comme responsable du département des arts plastiques et membre pour plusieurs mandats du conseil de gestion de l'école.
Dans les séries L’Espace du souffle et L’Exploration de l’air sa peinture continue d’évoluer. Désormais, deux ou trois zones se partagent l’espace de la toile, un espace sombre dans la partie inférieure d’où émerge souvent une forme en gestation et une zone lumineuse au centre ou dans la partie supérieure. L’ombre et la lumière se disputent l’espace. « Le geste est plus retenu, les tempêtes et les tourbillons s’apaisent mais c’est pour céder la place à de grandes formes nouées qui semblent se ramasser au centre de la toile semblables à quelque monstre étrange prêt à bondir » dit Geneviève Bonnefoi.

### La rupture dans  l’œuvre
En 1981, avec Gérard Guillot-Chêne, conservateur du Musée d’Evreux il organise l’exposition collective Le Clair et l’Obscur qui réunit Benrath, Beaufort Delaney, René Duvillier, Pierre Graziani, René Laubiés et Jean-Jacques Saignes. Cette même année il s’installe dans un nouvel atelier rue Domrémy, à Paris.  Au cours de cette période il peint peu de toiles, ayant recours presque exclusivement au papier, medium qui a toujours accompagné son travail. La série Les Jardins du vide, où il revient d’une façon nouvelle sur la question d’une forme dans l’œuvre, en est un très bel exemple. « Romantisme sans fadeur d’un paysagiste sans paysage… Benrath ne peint ni le volcan ni le ciel ou les eaux mais « le fond, le tréfonds et l’abîme »» dit Jean.Noël Vuarnet  dans son introduction à l’exposition Les Jardins du vide à la FIAC en 1981. Il réalise également plusieurs estampes, lithographies, gravures ou sérigraphies, techniques qu’il maitrise et qu’il aime mettre en œuvre en participant à la création de nombreux livres d’artiste avec différents poètes. « Malgré la contrainte dimensionnelle, l’intérêt du support papier est d’offrir une grande liberté d’expérimentation de toutes sortes dont Benrath a exploré le vaste champ de recherche dans ses inépuisables possibilités » écrit Alice Baxter. Son œuvre gravée fera  l’objet d’une exposition au musée de l’Imprimerie de Lyon en 1990.

### La plénitude
À partir de 1990 plusieurs grandes séries vont se succéder, telles que Incipit Tragœdia ou encore Mes Archipels qui englobent, disait-il, toute son œuvre. S’y confirment ses talents de coloriste. En effet, les tableaux deviennent des murs immatériels où se tissent les roses et les gris, les oranges et les jaunes, les rouges et les verts, les noirs et les bleus… qui se dissolvent lentement dans un domaine non défini, où la ligne d’horizon est placée très haut.
En 2000, plusieurs expositions de ses œuvres récentes ont lieu : au Musée Hébert près de Grenoble (A Jean-Noël Vuarnet – peintures 1985-1999), à la galerie États d’art à Paris et à la galerie Simon Blais à Montréal (Peindre ce qui ne peut se voir) avec un catalogue commun contenant un long entretien entre Frédéric Benrath et le poète et critique d’art Maurice Benhamou.  Ces expositions témoignent de l’évolution de son œuvre, notamment avec la série Titre manquant, vers une peinture de plus en plus dépouillée et maitrisée. « Ce sont des œuvres quasi-monochromes qui sont apparues. Je dis « quasi » parce que à la séparation des règnes avait succédé une variation plus subtile : jeu de lumière ou de souffle animant la surface et lui conférant tension ou expansion » écrit Pierre Wat.
En 2003 une nouvelle rétrospective importante est organisée au centre d’art contemporain de l’Abbaye de Trizay près de La Rochelle (Frédéric Benrath – Peintures 1954-2003).  C'est à cette occasion qu'il rencontre le critique d’art Pierre Wat qui rédige un texte pour le catalogue et qui ultérieurement publiera en 2016 sa monographie de référence.  
Le dépouillement progressif que l’on constate depuis le début de son travail franchit ces dernières années une étape cruciale. Les tableaux, souvent assemblés en diptyques ou triptyques, deviennent de grands quasi monochromes silencieux. L’horizon a disparu, parfois remplacé par une ligne estampée dans la couleur. Pour sa dernière série il emprunte le titre Ainsi la nuit à un quatuor à cordes d’Henri Dutilleux, façon de souligner l’importance de la musique contemporaine dans son travail. « L’extrême économie de moyens, le refus de tout ornement comme du moindre élément narratif, c’est-à-dire temporel, que l’on voit à l’œuvre par exemple dans les pièces de Xenakis, se retrouvent aussi chez vous » dit Maurice Benhamou.
L’œuvre ainsi  interrompue par la mort aurait évidemment évolué. Il n’en reste pas moins qu’elle témoigne à la fois d’une grande cohérence et d’un cheminement persévérant. Qu’est-ce que l’espace, physique et psychique ? Qu’est-ce que la lumière ? Qu’est-ce que l’ombre ? Lequel naît de l’autre ou se dissout dans l’autre ? Telles sont les principales questions souvent d’ordre éthique qui ont habité sa peinture jusqu’aux dernières œuvres. "Il y a pour moi, un au-delà de la peinture, et sans doute avec beaucoup de prétention, un pas vers la métaphysique. Peindre pour moi c'est plus que peindre," écrit-il à Alice Baxter dans sa dernière lettre du 22 janvier 2007.

## Prix
- 1946 : prix de la ville de Toulon
- 1961 : prix des critiques de la deuxième biennale de Paris
- 1964 : prix Victor Choquet

## Lieux publiques montrant des Œuvres de Benrath
- musée d'Évreux :
  - Composition, 1963, huile sur toile série « L'Espace du souffle », signée, datée en bas à droite, contresignée au dos, 46 × 55 cm
  - Composition, 1973, huile sur toile, signée en bas à droite, contresignée et datée au dos, 91 × 72 cm
  - Double Abîme, 1980, huile sur toile, signature au dos, 92 × 146 cm
  - Les Jardins du vide, 1981, peinture à l'huile sur papier, signée et datée en bas à droite : Benrath 81, 32 × 50 cm

- musée des beaux-arts de Lyon :

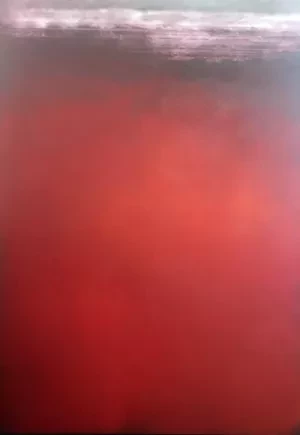
"Diotima" musée des beaux-arts de Lyon

  - « Diotima », 1987, huile sur toile, 162 x 114 cm[15]
- Centre Georges Pompidou, Paris
  - "Les Correspondances" ,1955, huile sur toile, 195 x 113

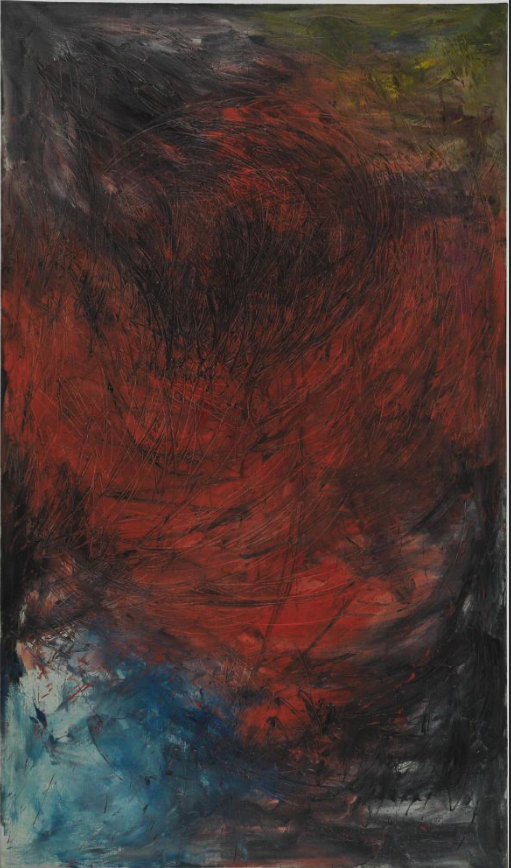
"Les Correspondances" Centre Georges Pompidou, Paris

  - ..."Les Correspondances" Centre Georges Pompidou, Paris